# وايت فوكس
وايت فوكس (بالإنجليزية: White Fox)‏ (باليابانية: 株式会社) هو استوديو أنمي ياباني. تأسس في 2007 بواسطة گاكو إيواسا. يقع مقره في سوغينامي، طوكيو، اليابان.

## أعمال الاستوديو

### مسلسلات أنمي تلفزيونية
- ستاينز؛غيت (2011)
- يورمنغاند (2012)
- سوبر سونيكو (2014)
- أكامي غا كيل! (2014)
- ري زيرو (2016)
- بداية كتاب السحر من نقطة الصفر (2017)
- رحلة الفتاتين الأخيرة (2017)
- ستاينز؛غيت 0 (2018)
- قاتل الغوبلن (2018)
- آريفوريتا: من مكان عمل شائع إلى الأقوى في العالم (2019 بالتعاون مع أسرياد)
- البطل الحذر (2019)

### أفلام أنمي
- ستاينز؛غيت: فوكا ريويكي نو ديجا فو (2013)
- صانع السلام كوروغاني (2018)

## وصلات خارجية
- وايت فوكس على موقع IMDb (الإنجليزية)
- وايت فوكس على موقع ANN company (الإنجليزية)

- الموقع الإلكتروني